# Скарлато Михайло Якович
Михайло Якович Скарлато (? — ?) — радянський діяч, голова виконавчого комітету Тернопільської міської ради депутатів трудящих у 1948—1950 роках.

## Біографія
Член ВКП(б). Перебував на відповідальній партійній роботі.
У 1946—1948 роках — заступник секретаря Тернопільського обласного комітету КП(б)У з транспорту (з промисловості та транспорту).
З 15 січня 1948 до березня 1950 року — голова виконавчого комітету Тернопільської міської ради депутатів трудящих.
Подальша доля невідома.